# Tuvalu mo te Atua
Tuvalu mo te Atua (em português:  Tuvalu para o Todo Poderoso) é o hino nacional de Tuvalu. A letra e a música foram compostas por Afaese Manoa. Foi adotado como hino em 1978.